# Amsterdamsche Hockey & Bandy Club
Amsterdamsche Hockey & Bandy Club (AH&BC) je nizozemski klub u hokeju na travi i bendiju iz Amsterdama. Utemeljen je 28. siječnja 1892. godine. Najstariji je hokejaški klub u Nizozemskoj.

## Klupski uspjesi (nepotpuni)
- prvaci:
  - muškarci: 1994., 1995., 1997., 2003., 2004.
  - žene: 1980., 1981., 1983., 1984., 1987., 1989., 1991., 1992., 2009.
- Europski kup I:
  - muškarci: 2005.
  - žene: 1975., 1976., 1977., 1978., 1979., 1980., 1981., 1982., 1988., 1989., 1990., 1992.
- Europski kup II:
  - muškarci: 1999., 2003., 2007.
  - žene: 1998., 1999., 2001., 2005., 2006.

## Poznati igrači i igračice
- Inge Heijbroek
- Ernst van den Berg
- Lau Mulder
- Rein de Waal
- Pablo Amat
- Helen van der Ben
- Carina Benninga
- Jacques Brinkman
- Marten Eikelboom
- Paul van Esseveldt
- Marjolein Eijsvogel
- Floris Evers
- Pierre Hermans
- Taco van den Honert
- Timme Hoyng
- Bart Looije
- Jesse Mahieu
- Tycho van Meer
- Maartje Scheepstra
- Lisette Sevens
- Clarinda Sinnige
- Taeke Taekema
- Carole Thate
- Klaas Veering
- Sander van der Weide
- Bas Nieuwe Weme
- María Cecilia Rognoni

## Vanjske poveznice
- (nizoz.) [*Ahbc.nl Službene stranice]